# کارلوس ئی‌.ام. واگنر
کارلوس ئی.ام. واگنر (انگلیسی: Carlos E.M. Wagner) یک فیزیک‌دان در زمینه فیزیک ذره‌ای اهل ایالات متحده آمریکا است.
وی متخصص در فیزیک نظری، تئوری‌های ابرتقارن و ذرات بنیادی است. وی هم‌اکنون برای بخش فیزیک انرژی بالا در آزمایشگاه ملی آرگون دانشگاه شیکاگو فعالیت می‌کند؛ و همچنین استاد در بخش فیزیک دانشگاه شیکاگو، انستیتو انریکو فرمی و فیزیک کیهانی انستیتو کاولی، دانشگاه شیکاگو می‌باشد.
در سال ۲۰۰۸ وی برای همکاری با انجمن فیزیک آمریکا برگزیده شد.
وی با فیزیکدان تئوری مارسلا کارینا ازدواج نموده‌است.